# イベントツリー解析

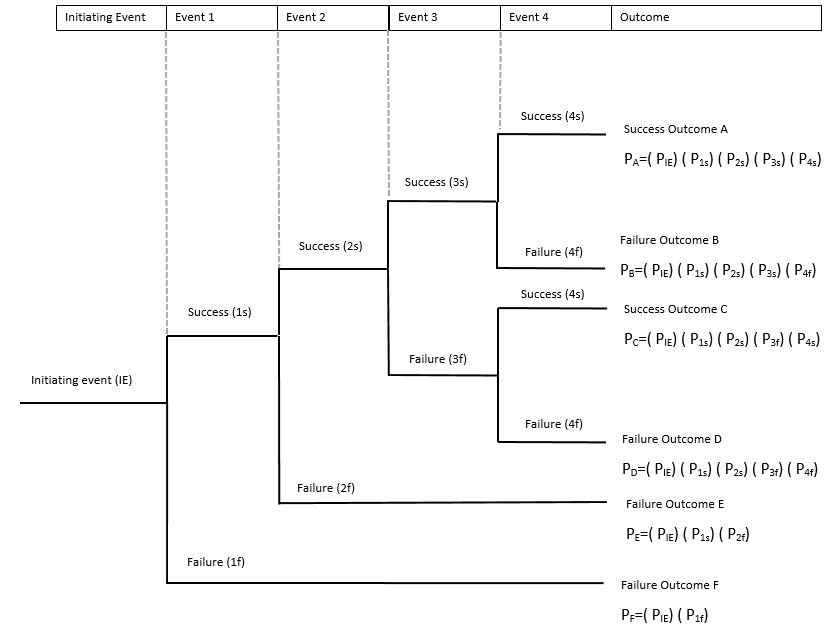
イベントツリー図例

イベントツリー解析（イベントツリーかいせき、Event tree analysis, ETA, 事象の木解析）は、リスクアセスメントの分析手法の1つで、ツリー状のモデルを用いて解析する方法である。フォルトツリー解析 (FTA) と同様にツリー状であり、異常発生の原因→影響と探る方式（トップダウン）である。
イベントツリー解析の図で特徴的なことは、二分木の連続で構成され、ツリーの分岐点はイベントからの応答値（真偽値）で分岐することである。この解析方法は、運用中または故障中のシステムに対して、イベントの状態を検査することで影響を分析するために使用する。
イベントツリー解析は異常の発生確率も算出できる。各分岐点で確率を算出することで、異常の発生確率を算出することができる。
フォルトツリー解析が大きすぎる問題があったため、イベントツリー解析が開発された。そして、原子力発電所、宇宙船、化学プラントなど幅広いシステムに適用した。

## 実行手順
イベントツリー解析を実行する手順：
1. システムの定義：関係する最小範囲、またはシステムの最大範囲を定義する。
2. 事故シナリオの特定：システム評価を実行して、システム設計内の危険または事故シナリオを見つける。
3. 開始イベントの特定：ハザード分析を使用して、開始イベントを定義する。
4. 中間イベントの特定：特定のシナリオに関連する対策を特定する
5. イベントツリー図作成
6. イベントの失敗確率の取得：失敗確率を取得できない場合は、フォールトツリー分析を使用して計算する。各分岐点での確率は必ず合計1になる(例:分岐で一方が0.3なら他方は0.7になる)。
7. 結果のリスクを特定：イベントパスの全体的な確率を計算し、リスクを決定する。
8. 結果のリスクを評価：各パスのリスクを評価し、その受容性を判断します。
9. 是正措置の推奨：パスの結果リスクが許容できない場合は、リスクを変更する設計変更をし開発する。
10. 結果の文書化：イベントツリー図にてプロセス全体を文書化し、必要に応じて新しい情報を更新する。